# John Sackville
John Sackville (* 17. März 1484; † 27. September 1557 in Withyham, East Sussex) war Abgeordneter des Parlaments für East Grinstead und ein lokaler Verwalter in Essex, Sussex und Surrey. Seine erste Frau war Margaret Boleyn, eine Tante von Königin Anne Boleyn, der zweiten Ehefrau Heinrichs VIII., sowie Großtante von Königin Elisabeth I.

## Familie
John Sackville war erster Sohn von dem in öffentlichem Dienst stehenden Esquire Richard Sackville († 1524) und seiner zweiten Frau Isabel, Tochter von John Digges aus Barham in Kent. John hatte drei Brüder und sieben Schwestern. Sein Vater Richard war Großgrundbesitzer in den Grafschaften Sussex und Essex. Dieser Reichtum stammte wahrscheinlich aus einer Erbschaft von Isabels Linie.
Er selbst hatte mit seiner ersten Frau Margaret drei Söhne und drei Töchter, seine zweite Ehe mit  Anne Torrell blieb kinderlos.

## Leben und Karriere
Von 1513 bis 1524 war Sackville Friedensrichter in Essex. Mit dem Tod seines Vaters weiteten sich seine Tätigkeiten bis zu seinem eigenen Tod auf Sussex und Surrey aus. Seine Verwandtschaft zu seinem einflussreichen Schwager aus erster Ehe Thomas Boleyn hat John offenbar nicht benutzt, um sich Vorteile zu verschaffen. Im letzten Lebensjahrzehnt Boleyns, als dessen Stern sank, wäre ein allzu enger öffentlicher Kontakt eh schädlich für John gewesen. Johns Sohn, Richard II. (1507–1566) dagegen war für diese Verführungen empfänglicher.
Sackville residierte für den letzten Teil seines Lebens in Chiddingly in Sussex, wo er am 1. Juli 1556 seinen letzten Willen machte. Testamentsvollstrecker wurden seine Frau und sein Schwiegersohn Nicholas Pelham. Sackville wurde am 5. Oktober in der Pfarrkirche von Withyham begraben. Aus Gründen, die unklar sind, lässt Sackville in seinem Testament jegliche Erwähnung weg zugunsten seines ältesten Sohns und dessen Erben. Nach einem Gerichtsbeschluss vom Oktober 1559 bekam er Recht und erhielt seinen Pflichtteil.